# 라디오에 물어보세요
라디오에 물어보세요는 KBS원주 1라디오에서 평일 오전 11시 30분부터 오전 11시 58분까지 방송되는 시사교양 프로그램이다. 공휴일은 방송되지 않는다. 

## 진행
- 이은주 아나운서

## 역대 방송시간
| 방송 채널       | 방송 기간                        | 방송 시간                    |
| --------------- | -------------------------------- | ---------------------------- |
| KBS원주 1라디오 | 2011년 1월 3일 ~ 2020년 1월 31일 | 평일 오전 11:10 ~ 오전 11:40 |
| KBS원주 1라디오 | 2020년 2월 3일 ~ 2021년 9월 24일 | 평일 오전 11:05 ~ 오전 11:40 |
| KBS원주 1라디오 | 2021년 9월 27일 ~ 현재           | 평일 오전 11:30 ~ 오전 11:58 |